# 魯季拜拉克
49°45′34″N 35°35′13″E / 49.75944°N 35.58694°E
魯迪-拜拉克（烏克蘭語：Рудий Байрак）是位於烏克蘭東部的村莊，由哈爾科夫州博霍杜希夫區的瓦爾基市鎮負責管轄。該村始建於1700年，面積6.81平方公里，海拔高度171米，2001年人口48，人口密度每平方公里7.1人。